# فواز طرابلسي
فواز طرابلسي (1941-) أستاذ جامعي ومؤرخ لبناني. كان مع أحمد بيضون ووضاح شرارة من أبرز قيادي حركة لبنان الاشتراكي التي اندمجت سنة 1970 مع منظمة الاشتراكيين اللبنانيين لتشكل منظمة العمل الشيوعي في لبنان. أصبح طرابلسي نائبا للأمين العام للمنظمة ثم أحد أبرز وجوه الحركة الوطنية اللبنانية. غادر المنظمة سنة 1984 وذهب إلى باريس لمواصلة دراسته.

## التعليم
- دكتوراه في التاريخ من جامعة باريس.[6][7]

## المناصب والنشاطات
- أستاذ مساعد في العلوم السياسية والتاريخ في الجامعة الأمريكية في بيروت.
- صحفي ورئيس تحرير جريدة بدايات الفصلية.[8]
- شغل منصب رئيس تحرير جريدة الحرية ومجلة بيروت المساء.
- شغل منصب أستاذاً زائراً في جامعة نيويورك، وجامعة ميتشيجان، آن آربور، وجامعة كولومبيا، نيويورك، وجامعة فيينا.
- زميل في كلية سانت أنتوني، وأكسفورد، وويسنشافتسكوليج، برلين.
- يكتب في العديد من الصحف والمواقع الأليكترونية.[9][10]
- تناول عمله التاريخ، والسياسة، والحركات التحريرية والاجتماعية، والفلسفة السياسية، والمذكرات، والفولكلور، والفن في العالم العربي.
- ترجم طرابلسي أعمال إدوارد سعيد (Out of Place: A Memoir 2003)، و (Humanism and DemocraticCriticism 2000) و (On Late Style (2014.[11][12]

## من مؤلفاته
| العنوان                                           | اللغة   | الناشر                          | سنة النشر | عدد الصفحات | الترقيم الدولي         | المصدر               |
| ------------------------------------------------- | ------- | ------------------------------- | --------- | ----------- | ---------------------- | -------------------- |
| تاريخ لبنان الحديث: من الإمارة إلى اتفاق الطائف   | العربية | رياض الريس للكتب والمنشورات     | 2008      | 471         | (ردمك 9953213429)      | [ 13 ] [ 14 ] [ 15 ] |
| فيروز والرحابنة مسرح الغريب والكنز والأعجوبة      | العربية | رياض الريس للكتب والنشر         | 2006      | 245         | (ردمك 9789953212371)   | [ 16 ] [ 17 ]        |
| عن أمل لا شفاء منه                                | العربية | رياض الريس للكتب والنشر         | 2007      | 110         | (ردمك 9953212627)      | [ 18 ] [ 19 ]        |
| ظفار شهادة من زمن الثورة                          | العربية | رياض الريس للكتب والنشر         | 2004      | 263         | (ردمك 9953211167)      | [ 20 ] [ 21 ]        |
| سايكس - بيكو - بلفور ما وراء الخرائط              | العربية | رياض الريس للكتب والنشر         | 2019      | 366         | (ردمك 9789953217031)   | [ 22 ] [ 23 ] [ 24 ] |
| جنوب اليمن في حكم اليسار: شهادة شخصية             | العربية | رياض الريس للكتب والنشر         | 2015      | 255         | (ردمك 9789953216249)   | [ 25 ] [ 26 ] [ 27 ] |
| الطبقات الاجتماعية والسلطة السياسية في لبنان      | العربية | دار الساقي                      | 2015      | 256         | (ردمك 9786140300408)   | [ 28 ] [ 29 ] [ 30 ] |
| صلات بلا وصل                                      | العربية | رياض الريس للكتب والنشر         | 1999      | 320         | (ردمك 1855132516)      | [ 31 ] [ 32 ] [ 33 ] |
| غيرنيكا بيروت                                     | العربية | المؤسسة العربية للدراسات والنشر | 1987      | 304         | (ردمك 9789953361606)   | [ 34 ] [ 35 ] [ 36 ] |
| دم الأخوين العنف في الحروب الأهلية                | العربية | رياض الريس للكتب والنشر         | 2017      | 247         | (ردمك 9789953216447)   | [ 37 ] [ 38 ] [ 39 ] |
| أنا الشيوعي الوحيد                                | العربية | دار المدى                       | 2019      | 432         | (ردمك 9789933604660)   | [ 40 ] [ 41 ] [ 42 ] |
| ثورات بلا ثوار                                    | العربية | رياض الريس للكتب والنشر         | 2014      | 421         | (ردمك 139789953215723) | [ 43 ] [ 44 ] [ 45 ] |
| أحاديث الأربعاء                                   | العربية | دار الفارابي                    | 2012      | 328         | (ردمك 9781781920329)   | [ 46 ] [ 47 ]        |
| إن كان بدك تعشق                                   | العربية | دار الكنوز الأدبية              | 2004      | 128         | (ردمك 9788885771840)   | [ 48 ] [ 49 ] [ 50 ] |
| وعود عدن - رحلات يمنية                            | العربية | رياض الريس للكتب والنشر         | 2000      | 138         | (ردمك 1855134462)      | [ 51 ] [ 52 ]        |
| التغيرات في المنطقة العربية وأثر التطورات الدولية | العربية | دار المرايا                     | 2019      | 112         | (ردمك 9789776648425)   | [ 53 ] [ 54 ] [ 55 ] |
| عكس السير كتابات مختلفة                           | العربية | رياض الريس للكتب والنشر         | 2002      | 407         | (ردمك 9789953211091)   | [ 56 ] [ 57 ] [ 58 ] |
| الديمقراطية ثورة                                  | العربية | رياض الريس للكتب والنشر         | 2012      | 284         | (ردمك 139789953215259) | [ 59 ] [ 60 ] [ 61 ] |
| من زوايا أخرى                                     | العربية | دار الفارابي                    | 2009      | 288         | (ردمك 9789953714349)   | [ 62 ] [ 63 ] [ 64 ] |
| يا قمر مشغر: المحسوبية، الاقتصاد، التوازن الطائفي | العربية | المركز الثقافي العربي           | 2004      | 256         | (ردمك 9953211639)      | [ 65 ] [ 66 ] [ 67 ] |
| صورة الفتى بالأحمر                                | العربية | رياض الريس للكتب والنشر         | 1997      | 350         | لا يوجد                | [ 68 ] [ 69 ] [ 70 ] |
| حرير وحديد.. من جبل لبنان إلي قناة السويس         | العربية | رياض الريس للكتب والنشر         | 2013      | 290         | (ردمك 9789953215518)   | [ 71 ] [ 72 ] [ 73 ] |

## من ترجماته
• وجهات في النظر، جون برجر، مركز الأبحاث والدراسة الاستراتيجية في العالم العربي، ببروت

## وصلات خارجية
- فواز طرابلسي في برنامج قناة العربية «روافد».
- أطروحة دكتوراة فواز طرابلسي (بالفرنسية)
- حوار لفواز طرابلسي في موقع جهة الشعر